# 供给侧进步主义
供给侧进步主义是一种经济管理模式，該模式强调增加必需品和服务的供应，使其種類更加丰富、價格更加实惠，這樣大家才能共享成果。供给侧进步主义有時又被稱為富足议程或丰饶议程。
供给侧进步主义者认为，某些法规人为地限制了基本商品和服务（如住房、医疗保健和高等教育）的供应并推高了成本，所以應該廢除這些法規，同時還需要積極執行其他法规（如反垄断法）以鼓励市场竞争和创新。他们还主张加大对可持续能源技术的研发和投资，以增加能源供給并降低成本。 